# Luca Van Assche
Luca Van Assche (født 11. maj 2004 i Woluwe-Saint-Lambert, Belgien) er en professionel tennisspiller fra Frankrig.